# Lambert Palmart

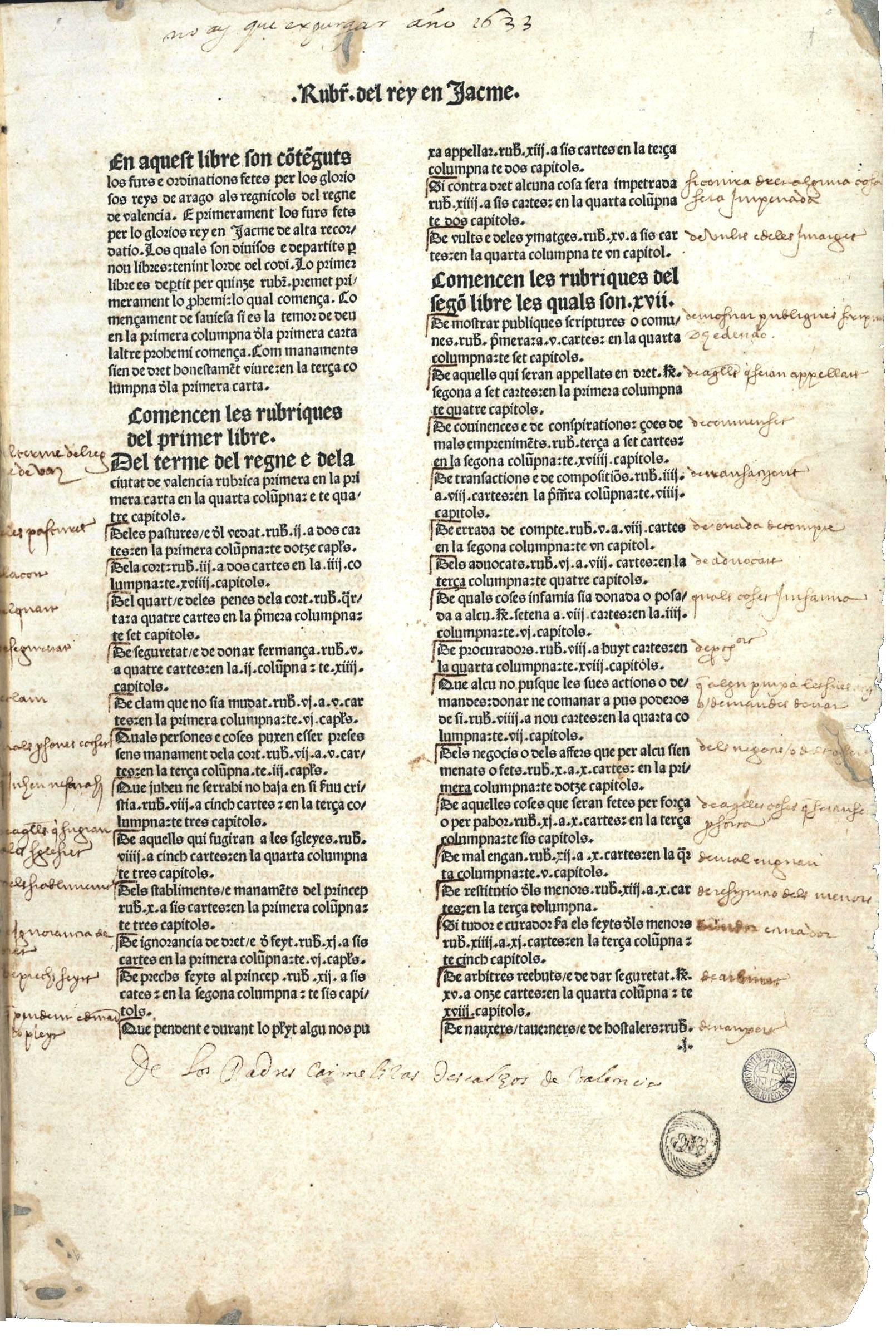
Erste Seite der Furs de València („Stadtbriefe von Valencia“) von 1482 (gedruckt von Lambert Palmert)

Lambert Palmart (auch Lambert Palmert, * um 1440 in Köln (unsicher); † 15. oder 16. Jahrhundert) war ein deutscher Buchdrucker der Renaissance, der von 1474 bis 1494 in Valencia wirkte. Palmart war verantwortlich für den ersten Druck eines Werkes in valencianischer respektive in katalanischer Sprache und für den ersten Druck eines literarischen Werkes im gesamten Spanien.

## Leben und Werk
Lambert Palmart stammte wahrscheinlich aus Köln. Andere Quellen sehen in ihm einen Flamen, der auf jeden Fall in Deutschland das Druckerhandwerk erlernte. Er hatte an der Sorbonne in Paris studiert und dort 1466 den Grad des Bakkalaureus sowie später den Magister artium erworben. Möglicherweise druckte er bereits 1474 für den Kaufmann Jakob Vitzlant, der als Handelsvertreter für die Ravensburger Handelsgesellschaft agierte. Sein Name erschien erstmals 1477, als er für Philipp Vitzlant, den Bruder und Erben von Jakob Vitzlant die Tertia pars summae des Thomas von Aquin druckte. Ende März 1478 druckte er mit Alfonso Fernández de Córdoba in Valencia eine ebenfalls von Philipp Vitzlant finanzierte Bibel.
Palmart druckte unter anderem eine Gedichtsammlung mit vierzig Gedichten in valencianischer, vier in spanischer und eines in italienischer Sprache. Aus der von Palmart betriebenen Druckerwerkstatt stammte auch die sogenannte valencianische Bibel, die zwischen Februar 1477 und März 1478 gedruckt wurde und eine vollständige Übersetzung der biblischen Texte ins Valencianische darstellt. Diese Bibelübersetzung wird Bonifaci Ferrer, dem Bruder des Heiligen Vinzenz Ferrer, zugeschrieben. Palmart führte den Druckereibetrieb bis 1494 fort und veröffentlichte insgesamt ein Dutzend Titel.
Lambert Palmart war einer der zahlreichen deutschen Drucker, die in der zweiten Hälfte des 15. Jahrhunderts die Druckkunst in Spanien und Portugal verbreiteten.